# Jakov Milatović
Jakov Milatović (en ciríl·lic montenegrí: Јаков Милатови֛, pronunciat [jakoʋ mǐlatoʋitɕ]; nascut el 7 de desembre de 1986) és un polític i economista montenegrí, actual president de Montenegro des del maig de 2023. Anteriorment, va ser ministre de Desenvolupament Econòmic al gabinet de Zdravko Krivokapić del 2020 al 2022, i economista al Banc Europeu de Reconstrucció i Desenvolupament a Londres i Podgorica. Va ser cofundador i, fins al 24 de febrer de 2024, líder adjunt d'Europe Now!, un partit polític liberal i proeuropeu que és el partit individual més gran del parlament montenegrí.
En assumir el càrrec en unes eleccions presidencials als 36 anys, Milatović és la persona més jove que ocupa el càrrec de president del Montenegro independent, així com el sisè líder estatal més jove del món. És el tercer president de Montenegro des de la independència del país el 2006. Ha fet de la millora del nivell de vida, la lluita contra la corrupció i l'adhesió de Montenegro a la Unió Europea el 2028 el seu tema central.